# Vaudebarrier
Vaudebarrier is een gemeente in het Franse departement Saône-et-Loire (regio Bourgogne-Franche-Comté) en telt 244 inwoners (1999). De plaats maakt deel uit van het arrondissement Charolles.

## Geografie
De oppervlakte van Vaudebarrier bedraagt 8,1 km², de bevolkingsdichtheid is 30,1 inwoners per km².
De onderstaande kaart toont de ligging van Vaudebarrier met de belangrijkste infrastructuur en aangrenzende gemeenten.

## Demografie
Onderstaande figuur toont het verloop van het inwonertal (bron: INSEE-tellingen).